# De Havilland DH.52
El De Havilland DH.52 fue un planeador monoplaza de ala alta producido como participante en un concurso de premios en 1922. Se construyeron dos ejemplares, pero la insuficiente rigidez torsional en las alas provocó problemas de control y el DH.52 fue abandonado rápidamente.

## Diseño y desarrollo
El DH.52 fue el único planeador de De Havilland, construido para competir por el premio de 1000 libras (equivalente a 68 974 libras en 2023) de la Competición de Vuelo sin Motor del Daily Mail, celebrada en Itford, Sussex, en 1922. Era un monoplano de ala alta con una relación de aspecto de 11,4; el ala estaba arriostrada mediante cables, con pares de cables desde la quilla hasta los largueros delantero y trasero del ala hasta aproximadamente ⅓ y ¾ de la envergadura. Pares similares de cables conectados a un pendolón central soportaban el peso de las alas y mantenían el arriostramiento en tensión. El pendolón estaba formado por dos miembros, cada uno desde cada larguero del ala en la línea central, que se reunían aproximadamente a 0,84 m por encima del ala. La estructura triangular resultante parece haber sido recubierta con tela. Se instalaron alerones no compensados con un recorrido angular inusualmente grande para mantener el control a bajas velocidades.
El fuselaje de sección cuadrada se construyó a partir de largueros de abeto arriostrados mediante tirantes transversales y se recubrió con contrachapado de 1 mm. En el morro, estos largueros se unían en curva, dándole al planeador un aspecto ligeramente parecido al de un barco. La cabina monoplaza estaba justo por delante y por debajo del ala. Había un carenado de tela alrededor de la cabina y también detrás del ala hasta la cola, esta última hecha estirando el material sobre un alambre que iba desde el montaje del ala hasta el fuselaje trasero. La aleta y el generoso timón eran una versión ligeramente puntiaguda de la forma característica de De Havilland; el área del elevador también era grande en comparación con la del plano de cola fijo.
Se construyeron dos DH.52. El primer avión (número de competición 4) poseía un tren de aterrizaje con un solo eje transversal y soportes para su primer vuelo el 5 de octubre de 1922, pero fue reemplazado por un par de ruedas más pequeñas montadas cerca de los lados del fuselaje, en un eje fijado a los largueros inferiores. El segundo (n.° 33) tuvo este tren de aterrizaje desde el principio.
Ambos aviones volaron en la competición el 16 de octubre con despegues mediante cuerdas de goma. Cada uno voló durante unos dos minutos y medio, pero ambos resultaron dañados al aterrizar. Ambos presentaron problemas con el control lateral, con las alas retorciéndose bajo las cargas de los alerones, cancelando sus efectos. El n.º 33 volvió a volar tres días después, ahora con deformación alar para intentar superar los problemas de control, pero el ala se retorció tanto tras soltarse del sistema de remolcado que la sección central falló y el avión se perdió. El piloto no resultó gravemente herido, pero estaba claro que la rigidez torsional del ala era insuficiente y no se podía hacer nada al respecto dentro de los límites de tiempo de la competición, por lo que no se realizaron más vuelos y los dos DH.52 fueron desguazados.

## Especificaciones
Referencia datos: Jackson, 1978

### Características generales
- Tripulación: Uno (piloto)
- Longitud: 8,2 m (27 ft)
- Envergadura: 15,2 m (50 ft)
- Superficie alar: 20,4 m² (220 ft²)
- Perfil alar: RAF 15 (modificado)
- Peso vacío: 113,4 kg (249,9 lb)
- Peso cargado: 181,4 kg (399,8 lb)
- Alargamiento: 11,35

### Rendimiento
- Velocidad de entrada en pérdida (Vs): 29 km/h (18 MPH; 16 kt)
- Carga alar: 9,8 kg/m² (2 lb/ft²)

## Aeronaves relacionadas

### Secuencias de designación
- Secuencia DH._ (interna de De Havilland): ← DH.49 - DH.50 - DH.51 - DH.52 - DH.53 - DH.54 - DH.55 →